# NGC 4948
NGC 4948 (другие обозначения — IC 4156, MCG −1-33-79, PGC 45224) — спиральная галактика с перемычкой (SBd) в созвездии Дева.
Этот объект входит в число перечисленных в оригинальной редакции «Нового общего каталога».
В галактике вспыхнула сверхновая SN 1994U типа Ia. Её пиковая видимая звёздная величина составила 14.